# Tarcísio de Freitas
Tarcísio Gomes de Freitas (Rio de Janeiro, 19 giugno 1975) è un politico brasiliano, governatore dello Stato di San Paolo dal 1° gennaio 2023.

## Biografia
Tarcísio de Freitas nasce a Rio de Janeiro il 19 giugno 1975. Dipendente governativo legato all'organo di consulenza legislativa della Camera dei Deputati, Freitas si è laureato all'Academia Militar das Agulhas Negras e in ingegneria presso l'Instituto Militar de Engenharia.
Gomes ha prestato servizio come ingegnere per l'esercito brasiliano, capo della sezione tecnica della compagnia di ingegneria del Brasile presso la Missione delle Nazioni Unite per la Stabilizzazione di Haiti e coordinatore della revisione contabile presso la Divisione Trasporti del Controllore Generale del Brasile.
Nel 2011 è stato nominato direttore esecutivo del Dipartimento Nazionale delle Infrastrutture dei Trasporti dal generale Jorge Fraxe, che ha guidato l'ufficio durante la "pulizia etica" ordinata dall'allora presidente Dilma Rousseff, dopo una crisi causata da accuse di corruzione.
Nel 2015 ha ricoperto il ruolo di segretario del Coordinamento dei Progetti della Segreteria Speciale del Programma di Partenariati per gli Investimenti, responsabile del programma di privatizzazioni e concessioni.
Nel 2019 viene nominato dal presidente eletto Jair Bolsonaro come ministro delle infrastrutture del suo nuovo gabinetto. Si dimette dalla carica nel 2022 quando decide di correre per la carica di governatore dello Stato di San Paolo, venendo successivamente eletto sconfiggendo l'avversario Fernando Haddad ed entrando in carica l'anno successivo.